# 스카이 타워 41
스카이 타워 41(일본어: スカイタワー41)는 일본 야마가타현 가미노야마시에 위치하고 있다.